# 7،1-أوكتاديين
7,1-أوكتاديين هو مركب عضوي هيدروكربوني من الدايينات صيغته C8H14، ويوجد في الشروط القياسية على شكل سائل عديم اللون.

## التحضير
يمكن أن يحضر المركب تقنياً من التفكك الحراري لمركب حلقي الأوكتين؛ أو من التحلل الحراري لمركب الديكالين.

## الخواص
يوجد هذا المركب في الشروط القياسية على شكل سائل عديم اللون، وهو عملياً غير قابل للامتزاج مع الماء؛ لكنه يمتزج مع الدهون، وهو قابل للاشتعال.

## الاستخدامات
يستخدم 7,1-أوكتاديين في تفاعل ديلز-ألدر الخاص بالتبادل الأوليفيني. كما وجد أو وضع طبقة رقيقة (فيلم) من بوليمير 7,1-أوكتاديين على السيليكا يمكن أن يعطي جسيمات ذات خواص كارهة للماء قابلة للضبط.